# Armand Fallières
Clément Armand Fallières (phát âm tiếng Pháp: [aʁmɑ faljɛʁ], 6 tháng 11 năm 1841 - 22 tháng 6 năm 1931) là một chính khách người Pháp, tổng thống nước cộng hòa Pháp từ năm 1906 đến năm 1913.
Ông sinh ra ở Mézin ở quận Lot-et-Garonne, Pháp, nơi cha ông là thư ký của hòa bình. Ông học luật và trở thành người bênh vực cho Nérac, bắt đầu sự nghiệp công của mình ở đó với tư cách là ủy viên hội đồng thành phố (1868), sau đó là thị trưởng (1871) và là ủy viên hội đồng của cơ quan Lot-et-Garonne (1871). Là một đảng viên Đảng Cộng hòa sốt sắng, ông mất chức vụ này vào tháng 5 năm 1873 sau khi Thiers ra đi, nhưng tháng 2 năm 1876 được bầu làm phó cho Nérac. Trong buồng ông ngồi với Đảng Cộng hòa, ký kết kháng nghị ngày 18 tháng 5 năm 1877 và tái đắc cử năm tháng sau đó.
Năm 1880 ông trở thành thư ký của nhà nước trong bộ phận nội thất của Jules Ferry (tháng 5 năm 1880 đến tháng 11 năm 1881). Từ ngày 7 tháng 8 năm 1882 đến ngày 20 tháng 2 năm 1883, ông là bộ trưởng nội vụ, và một tháng (từ ngày 29 tháng 1 năm 1883) là thủ tướng. Bộ của ông đã phải đối mặt với câu hỏi về việc trục xuất những người thuyết trình lên ngai vàng của Pháp, do lời tuyên bố của Hoàng tử Napoléon (tháng 1 năm 1883).